# 佐藤武義
佐藤武義（さとう たけよし、1935年1月19日 - ）は、日本の国語学者、東北大学名誉教授。

## 人物
宮城県生まれ。1965年東北大学大学院文学研究科博士課程単位取得退学。宮城教育大学助教授、東北大学教養部教授、1999年定年退官、名誉教授、日本大学教授。2005年退職。

## 著書

### 単著
- 『今昔物語集の語彙と語法』明治書院　1984
- 『日本語の風景』おうふう　1997
- 『日本語の語源』明治書院　2003

### 共編著
- 『概説日本語の歴史』編著　朝倉書店　1995
- 『展望現代の日本語』編著　白帝社　1996
- 『歌ことばの辞典』片野達郎共編著　1997　新潮選書
- 『近世方言辞書集成』全7巻　共編　大空社　1998
- 『萬葉集の世界とその展開』編　白帝社　1998
- 『近世方言辞書』第1-6輯　共編　港の人、1999-2000
- 『語彙・語法の新研究』編　明治書院　1999
- 『現代日本語講座』全6巻　飛田良文共編　明治書院　2001-2002
- 『御伽草子集語彙索引』斎藤美知共編　明治書院　2002
- 『概説現代日本のことば』編著　朝倉書店　2005
- 『日本語大事典』前田富祺他共編　朝倉書店　2014

## 参考
- 佐藤武義 - researchmap
- 佐藤 武義(80006428) - 科学研究費助成事業データベース